# Monte Whewell
Il Monte Whewell (in lingua inglese: Mount Whewell) è una massiccia montagna antartica, alta 2.945 m, situata tra le bocche del Ghiacciaio Ironside e del Ghiacciaio Honeycomb, nei Monti dell'Ammiragliato, in Antartide. 
La denominazione è stata assegnata il 15 gennaio 1841 dall'esploratore polare James Clark Ross in onore del reverendo William Whewell (1794-1866), direttore del Trinity College di Cambridge.